# Distretto di Sajram
Il distretto di Sajram (in kazako: Сайрам ауданы) è un distretto (audan) del Kazakistan con capoluogo Aksu.